# Dávid Gróf
Dávid Attila Gróf (Budapest, 17 aprile 1989) è un calciatore ungherese, portiere del Ferencváros.

## Palmarès

### Club

#### Competizioni nazionali
- Campionato ungherese: 3

Honvéd: 2016-2017
Ferencvaros: 2019-2020, 2020-2021, 2024-2025
- Souper Ligka Ellada 2: 1

Levadeiakos: 2023-2024 (girone A)